# فولفغانغ وولف
فولفغانغ وولف (بالألمانية: Wolfgang Wolf)‏ (24 سبتمبر 1957 في ألمانيا - ) هو مدرب كرة قدم ولاعب كرة قدم ألماني في مركز الدفاع. لعب مع شتوتغارت كيكرز ونادي كايزرسلاوترن ومنتخب ألمانيا الوطني لكرة القدم للهواة ‏ ونادي مانهايم ‏.

## وصلات خارجية
- فولفغانغ وولف على موقع قاعدة بيانات كرة القدم.إي يو (الإنجليزية)
- فولفغانغ وولف على موقع بيانات كرة القدم. دي إي (الألمانية)
- فولفغانغ وولف على موقع Soccerway.com (الإنجليزية)
- فولفغانغ وولف على موقع عالم كرة القدم.نت (الإنجليزية)